# Росси, Альберт
Альберт «Эл» Росси (англ. Albert "Al" Rossi; род. 20 июня 1931[…], Бессемер, Мичиган) — американский гребной рулевой, выступавший за сборную США по академической гребле в начале 1950-х годов. Бронзовый призёр летних Олимпийских игр в Хельсинки, победитель и призёр регат национального значения.

## Биография
Альберт Росси родился 20 июня 1931 года в городе Бессемер, штат Мичиган.
Занимался академической греблей во время учёбы в Вашингтонском университете в Сиэтле, состоял в местной гребной команде «Вашингтон Хаскис», неоднократно принимал участие в различных студенческих регатах.
Наивысшего успеха в гребле на международном уровне добился в сезоне 1952 года, когда вошёл в основной состав американской национальной сборной и благодаря череде удачных выступлений удостоился права защищать честь страны на летних Олимпийских играх в Хельсинки. В составе экипажа-четвёрки с рулевым в финале пришёл к финишу третьим позади команд из Чехословакии и Швейцарии — тем самым завоевал бронзовую олимпийскую медаль.
Окончив университет в 1953 году, затем вплоть до 1982 года работал учителем и администратором в Сиэтлском школьном округе.
Впоследствии занимал административную должность на гоночной трассе Longacres в Рентоне. С 1995 года — на пенсии.